# Ontex
Ontex ist eine französische Gemeinde mit 92 Einwohnern (Stand 1. Januar 2022) im Département Savoie in der Region Auvergne-Rhône-Alpes. Sie gehört zum Arrondissement Chambéry und ist Mitglied im Gemeindeverband Communauté d’agglomération Grand Lac. Die Bewohner werden Ontexois und Ontexoises genannt.

## Geographie
Ontex befindet sich im Nordwesten des Département Savoie, etwa 22 Kilometer nordnordwestlich der Präfektur Chambéry und 76 Kilometer östlich der Stadt Lyon (Luftlinie). Das Dorf liegt auf 712 m auf einem Bergrücken zwischen dem Rhonetal und dem Lac du Bourget. Nachbargemeinden von Ontex sind Saint-Pierre-de-Curtille im Norden und Osten, La Chapelle-du-Mont-du-Chat und Billième im Süden sowie Jongieux und Lucey im Westen.
Die Fläche des 4,62 km² großen Gemeindegebiets umfasst einen Abschnitt der Bergkette des Mont de la Charvaz, die Teil einer Antiklinalen im südlichen französischen Jura ist. Die Gemeindegrenze verläuft im Osten und Westen entlang zweier Geländekanten, hinter denen der Bergrücken des Mont de la Charvaz steil abfällt, und zwar im Osten zum Lac du Bourget und im Westen zur Ebene von Yenne hin. Das Dorf selbst liegt auf einem Hangabsatz einige hundert Meter unterhalb des Gipfelkamms. Im Süden reicht der Gemeindeboden bis auf den Gipfel des Mont de la Charvaz, der mit 1158 m die höchste Erhebung der Gemeinde bildet.

## Geschichte
Ontex wird im 14. Jahrhundert erstmals urkundlich erwähnt als Oncest.

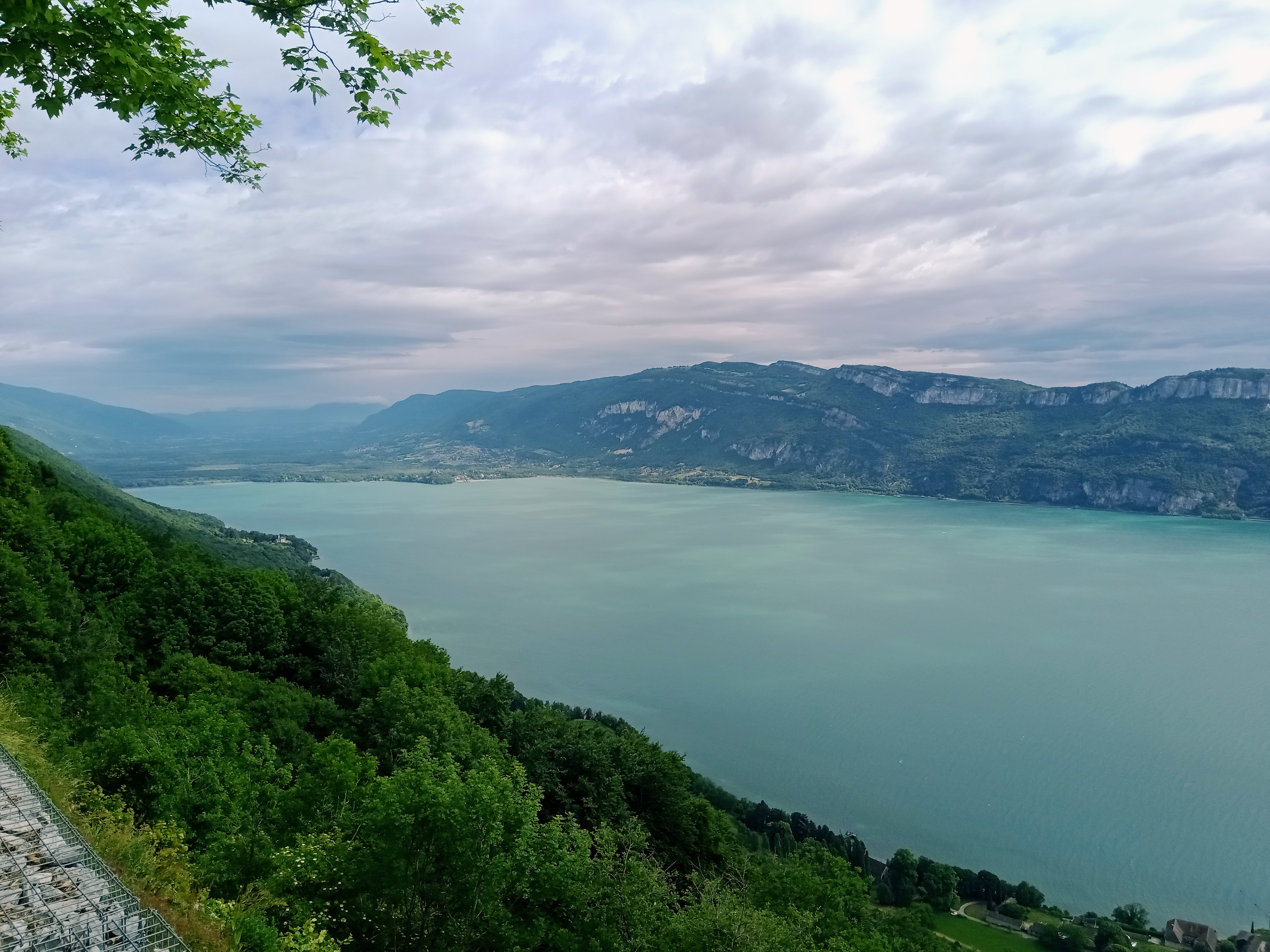
Blick von Ontex auf den Lac du Bourget

## Sehenswürdigkeiten
Vom Gemeindegebiet von Ontex bieten sich an mehreren Stellen Ausblicke auf den Lac du Bourget, die unterhalb des Ortes gelegene Abtei Hautecombe und die Stadt Aix-les-Bains.

## Bevölkerungsentwicklung
| Jahr                       | 1962 | 1968 | 1975 | 1982 | 1990 | 1999 | 2006 | 2011 | 2020 |
| Einwohner                  | 47   | 28   | 34   | 42   | 50   | 55   | 77   | 89   | 107  |
| Quellen: Cassini und INSEE |      |      |      |      |      |      |      |      |      |

Mit 92 Einwohnern (Stand 1. Januar 2022) gehört Ontex zu den kleinsten Gemeinden des Département Savoie. Nachdem die Einwohnerzahl in der ersten Hälfte des 20. Jahrhunderts stark rückläufig war (1901 wurden noch 136 Einwohner gezählt), wurde seit Mitte der 1970er Jahre wieder eine leichte Bevölkerungszunahme verzeichnet.

## Wirtschaft und Infrastruktur
Ontex ist heute eine reine Wohngemeinde, deren Erwerbstätige als Wegpendler in den größeren Ortschaften der Umgebung ihrer Arbeit nachgehen. Das Gemeindegebiet besteht größtenteils aus bewaldeten Hängen. Ein einziger landwirtschaftlicher Betrieb ist noch im Ort registriert (Stand: 2010).
Die Ortschaft liegt abseits jeglicher Durchgangsstraßen an einer kleinen Departementsstraße, die von der Hauptstraße entlang der Westseite des Lac du Bourget abzweigt und nach Lucey führt.